# توماس ویلفرد
توماس ویلفرد، با نام اصلی ریچار دادگار لوستروم (۱۸ ژوئن ۱۸۸۹ - ۱۵ اوت ۱۹۶۸) نوازنده و مخترع دانمارکی بود. وی بیش‌تر به علت سبک هنری خود که آن را لومیا می‌نامند و همچنین طراحی‌های او برای ارگان‌های رنگی به نام کلا ویلوکس، معروف شده است. ویلفرد به اصطلاح «ارگ رنگی» تمایل نداشت و کلمه "Clavilux" را از لاتین به معنی «نور با کلید نواخته می‌شود» به کار برد. آثار نوآورانه او، ظهور هنر نور را در آمریکا پیش‌بینی کرد و بر نسل‌های بعدی هنرمندان تجسمی، تأثیر زیادی گذاشت.
لومیا (Lumia)، شکلی از هنر است که از نور استفاده می‌کند. لومیا در ابتدا با موسیقی مرتبط بود؛ اما بعداً با نقاشی همراه شد. این اصطلاح توسط هنرمندی در قرن بیستم، به نام توماس ویلفرد ابداع شد. در اوایل قرن بیستم، هنرمندان ترویج رنگ و نور را هم‌زمان در آثارشان آغاز کردند. ویلفرد در جهت ایجاد لومیا به عنوان شکل جدیدی از هنر تلاش کرد، اما این رسانه هنوز به رسمیت شناخته نشده است.

## زندگی
پدر ویلفرد یک استودیوی عکاسی را اداره می‌کرد و ویلفرد در جوانی با هنر آشنا شد؛ او سپس نقاشی و شعر را در پاریس خواند، در اوایل به‌عنوان «ویلفرد نوازنده عود» در سفر به اروپا و آمریکا در حال اجرای آوازهای مینسترل بر روی عود باستانی به موفقیت دست یافت. در حدود سال ۱۹۰۵، ویلفرد شروع به آزمایش با تکه‌های شیشه رنگی و منابع نور کرد. پس از نقل مکان به نیویورک، او همراه با کلود فایت براگدون و کرک پاتریک بریس، گروهی از تئوسوفیست‌ها به نام پرومته‌ها را تأسیس کردند. پرومته‌ها به کاوش در امور معنوی از طریق بیان هنری مدرن، اختصاص داشتند. بریس به عنوان حامی گروه نیز خدمت کرد. در حالی که بسیاری از مردم نور را به عنوان یک رسانه هنری (به ویژه اندام‌های رنگی) آزمایش کرده بودند، ویلفرد اولین کسی بود که از نور به عنوان یک هنر رسمی صحبت کرد. او اصطلاح «لومیا» را برای توصیف «هنر هشتم» ابداع کرد که در آن نور به‌عنوان یک شکل هنری بیانگر به تنهایی می‌ایستد. ویلفرد مشتاق بود که لومیا باید یک هنر خاموش باشد. مکانیسم‌های ویلفرد اغلب طرح‌های پیچیده‌ای بودند که از مکتب Rube Goldberg توصیف شده‌اند. او یک هنرمند با تجربه بود اما تحصیلات مکانیکی کمی داشت. گفته می‌شود دستگاه‌های او بسیار محکم بودند و بسیاری از آنها هنوز با اکثر قطعات اصلی کار می‌کنند. در سال ۱۹۱۹ ویلفرد مدل A Clavilux را در استودیوی لانگ آیلند خود (واقع در املاک بریس) ساخت. اولین رسیتال عمومی در سال ۱۹۲۲ برگزار شد و اجراهایی را در کلاویلوکس مدل B برای تماشاگران در خانه نمایش محله در نیویورک به نمایش گذاشت. مطبوعات به شدت استقبال کردند. در بین تماشاچیان آن شب اول لئوپولد استوکوفسکی بود. کلاویلوکس ساز پیچیده‌ای بود که به فرد اجازه می‌داد آهنگ‌های لومیا را خلق و اجرا کند. مدل‌های بعدی B-H مدل‌های تور و سخنرانی بودند که آخرین مدلشان قبل از جنگ جهانی دوم ساخته شد. ویلفرد مؤسسه هنری نور را تأسیس کرد که یک سالن رسیتال در چلسی داشت و بعدها در کاخ بزرگ مرکزی.
جنگ جهانی دوم باعث شد که تئاتر کاخ بزرگ مرکزی به یک مرکز معرفی ارتش تبدیل شود و ویلفرد با خدمت به عنوان مترجم سهم خود را برای متفقین انجام داد. پس از جنگ ویلفرد دیگر رسیتال کلاویلوکس را اجرا نکرد و کار خود را بر لومیا ضبط شده و نمایش تئاتر متمرکز کرد. ویلفرد همچنین در کار با مناظر پیش‌بینی شده برای تئاتر پیشگام بود. موفقیت اولیه او در این کار، تولید ۱۹۳۰ برادوی «وایکینگ‌ها» از ایبسن بود. ویلفرد در دهه ۱۹۵۰ با جان اشبی کانوی دانشگاه واشینگتن کار مهمی در این زمینه انجام داد.

## نحوه کار کلاویلوکس
از اواخر دهه ۱۹۲۰، ویلفرد شروع به ساخت دستگاه‌های لومیا کوچک‌تر و کم‌پیچیده‌تر کرد، برخی برای نمایشگاه خانگی در نظر گرفته شدند، درحالی‌که برخی دیگر برای نصب در موزه‌ها و گالری‌های هنری طراحی شدند.
* رومیزی کلاویلوکس یا «لومینار»
*خانه کلاویلوکس یا «کلاویلوکس جونیور».
* کلاویلوکس خانگی (این‌ها با کلاویلوکس جونیور تفاوت داشتند)
*آهنگ‌های ضبط شده لومیا
از سال ۱۹۳۱، او شروع به تغییر تأکید خود بر لومیا از رسیتال کنسرت‌ها به نمایشگاه‌های موزه و گالری کرد. تنها حدود سی و پنج ترکیب موجود از کلاویلوکس جونیور و لومیا وجود دارد. ویلفرد به صراحت مخالفت خود را با ضبط آثار لومیا بر روی فیلم بیان کرده است (در نوشته‌های جمع‌آوری شده اش در «توماس ویلفرد کلاویلوکس»)، که بقای آثارش را به وجود ماشین‌هایش وابسته کرده است. بیشتر آثار موجود در مجموعه اپشتاین هستند و خانوادهٔ اپشتاین ترکیبات لومیا را به موزه‌های سراسر جهان امانت داده‌اند. در سال ۲۰۰۳، دو کلاویلوکس اصلی (مدل‌های E & G) از زباله دانی روستای شرقی نجات یافتند و اکنون در سیاتل، واشینگتن در انتظار بازسازی توسط اپشتاین‌ها نگهداری می‌شوند.

## نمایشگاه‌های موزه
در سال ۱۹۵۲، او در نمایشگاه تأثیرگذار موزه هنر مدرن «۱۵ آمریکایی» در کنار اکسپرسیونیست‌های انتزاعی مانند جکسون پولاک، ویلم دکونینگ شرکت کرد. و مارک روتکو. ویلفرد در این مرحله از زندگی حرفه‌ای خود، از یک موزیکال به یک قیاس مبتنی بر نقاشی برای «لومیا» تغییر جهت داد تا آن را برای عموم مردم توضیح دهد. یکی از اینستالیشن‌های او، «سوئیت لومیا، Opus8ors مسحور شد» ۱۹۶۴ تا ۱۹۸۰، زمانی که برچیده شد و در انبار قرار گرفت. موزه هنر مدرن دارای سه کامپ ویلفرد لومیا است موقعیت‌ها و بسیاری از هنرمندان عصر روانگردان پس از دیدن ترکیبات MoMA الهام گرفتند که با نور کار کنند. به دلیل تأثیر او بر این نسل از هنرمندان، آخرین اثر ویلفرد "لوکاتا، اپوس ۱۶۲" در نمایشگاه «تابستان عشق» که در بهار ۲۰۰۷ میزبان موزه ویتنی بود، قرار گرفت. در سال ۲۰۱۷، گالری هنر دانشگاه ییل اولین نمایشگاهی را که صرفاً به ویلفرد و آهنگ‌های سبک او در بیش از چهل سال اختصاص داده شده بود، ترتیب داد. از ۱۷ فوریه ۲۰۱۷ تا ۲۳ ژوئیه ۲۰۱۷، قبل از سفر به موزه هنر آمریکایی اسمیتسونیان در واشینگتن دی سی از ۶ اکتبر ۲۰۱۷ تا ۷ ژانویه ۲۰۱۸ در گالری هنر دانشگاه ییل در معرض دید قرار گرفت.

## در فرهنگ عامه
در سال ۲۰۱۱، گزیده‌های کوتاهی از «اپوس ۱۶۱»، آخرین اثر لومیا ویلفرد، در چندین نقطه مهم در فیلم ترنس مالیک (درخت زندگی) نمایش داده شد.